# St.-Magnus-Kirche (Esens)

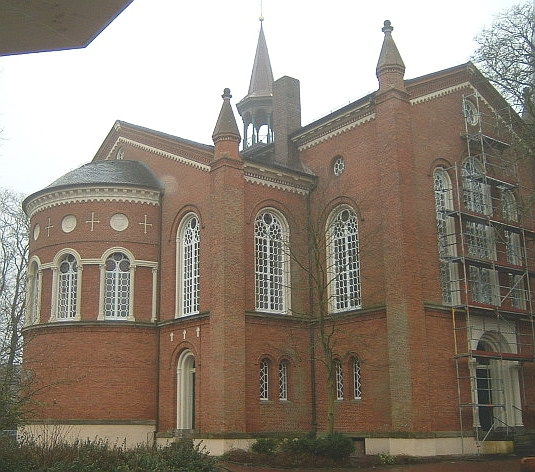
St.-Magnus-Kirche in Esens

Die evangelisch-lutherische St.-Magnus-Kirche in der ostfriesischen Stadt Esens wurde in den Jahren 1848 bis 1854 errichtet. Benannt ist sie nach dem heiligen Magnus von Trani, dessen Gebeine in einem Schrein der Vorgängerkirche bestattet worden sein sollen.

## Geschichte

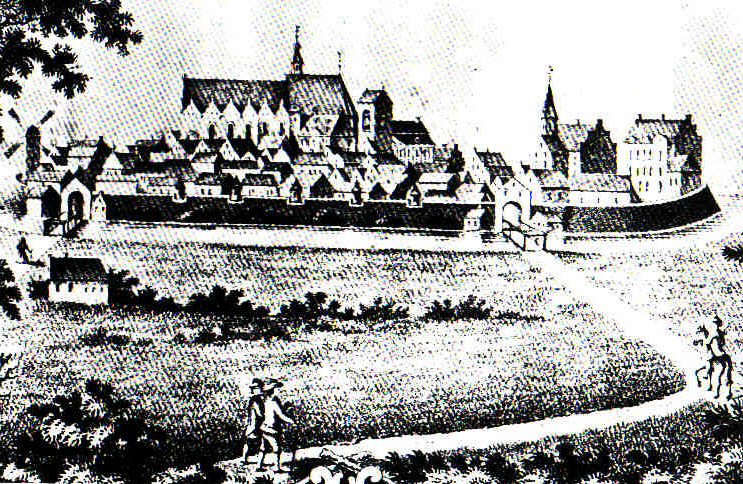
Esens im Jahre 1717. Im Zentrum die St.-Magnus-Kirche mit dem damals freistehenden Glockenturm

Der Geestrandort Esens zählt zu den sehr früh christianisierten Gegenden im Harlingerland. Der Ort zählte im Mittelalter zur Diözese Bremen. Bevor sie in der zweiten Hälfte des 15. Jahrhunderts selbst Sendkirche wurde, war das Gotteshaus der St.-Aegidien-Kirche in Stedesdorf unterstellt. Die St.-Magnus-Kirche war eine Tochtergründung der Sendkirche in Stedesdorf.
Vermutlich wurde in Esens um 1100 auf einer künstlich angelegten Warft eine erste Kirche aus Holz errichtet. Sie wurde dem Heiligen Magnus von Trani geweiht. Im Jahr 854 half die Bruderschaft der Friesen in Rom (Schola) dem Papst, Rom gegen die Sarazenen zu verteidigen. In Veroli in Mittelitalien bargen die Friesen die Gebeine des Heiligen Magnus von Trani und bestatteten sie in der Friesenkirche St. Michaelis und St. Magnus neben dem Petersplatz. Die Rettungstat wurde in der Kirche durch eine Marmortafel vermerkt. Später wurden die Reliquien von St. Magnus nach Friesland gebracht und in einem Schrein in der St.-Magnuskirche in Esens bestattet, was seit 1150 bezeugt ist.

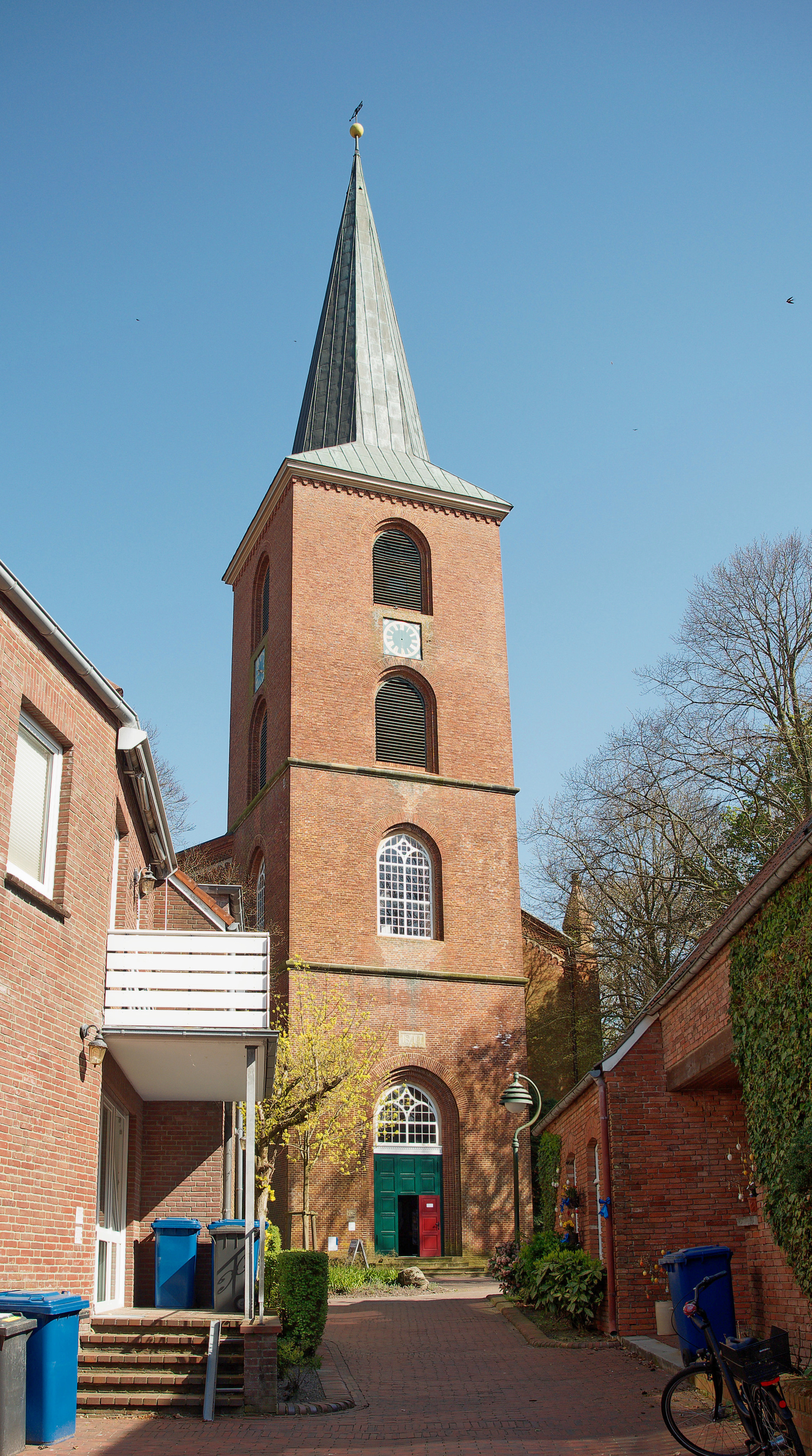
Kirchturm von 1844

Im 13. Jahrhundert wurde das Gebäude durch eine dreischiffige Tuffsteinkirche ersetzt, dem im Jahre 1442 ein spätgotischer Hochchor angebaut wurde. Ursprünglich befand sich der Turm an der Westfront der Kirche. Er wurde kurz nach Vollendung des Baus durch einen freistehenden Glockenturm im Südosten der Kirche ersetzt.
Dieser wurde wahrscheinlich im Jahre 1540 bei der Beschießung und Belagerung der Stadt durch Truppen der Hansestadt Bremen zerstört und anschließend wieder aufgebaut. Im 19. Jahrhundert war er stark baufällig und brach zusammen. Anschließend wurde 1844 am Westende des Kirchenschiffes wieder ein Kirchturm im Stile der Zeit errichtet.
Auch das Hauptbauwerk verfiel im Laufe der Jahrhunderte immer mehr, so dass es im Jahre 1847 wegen Baufälligkeit abgebrochen werden musste. An seiner Stelle entstand in den Jahren 1848 bis 1854 nach Plänen des Hannoverschen Kirchenbaumeisters Friedrich August Ludwig Hellner für 38.000 Reichstaler Gold die heutige Kirche.
Am Palmsonntag 2022 wurde von hier ein Radiogottesdienst übertragen.

## Beschreibung
Die St.-Magnus-Kirche ist eine dreischiffige Kirche aus Backstein mit einem breiten östlichen Querschiff, an dem sich auch die Apsis befindet. Das Bauwerk wurde im Stil des Romantischen Historismus errichtet. In ihm verschmelzen romanische und gotische Elemente, was in Esens vor allem an der Apsis zu sehen ist.
Das Innere ist als neugotische Hallenkirche gestaltet. Es ist nach oben durch ein hölzernes Kreuzgewölbe abgeschlossen, das auf Bündelpfeilern aus Gusseisen ruht. An den Seiten befinden sich die in die Bündelpfeiler eingebundenen umlaufenden Emporen.

## Ausstattung

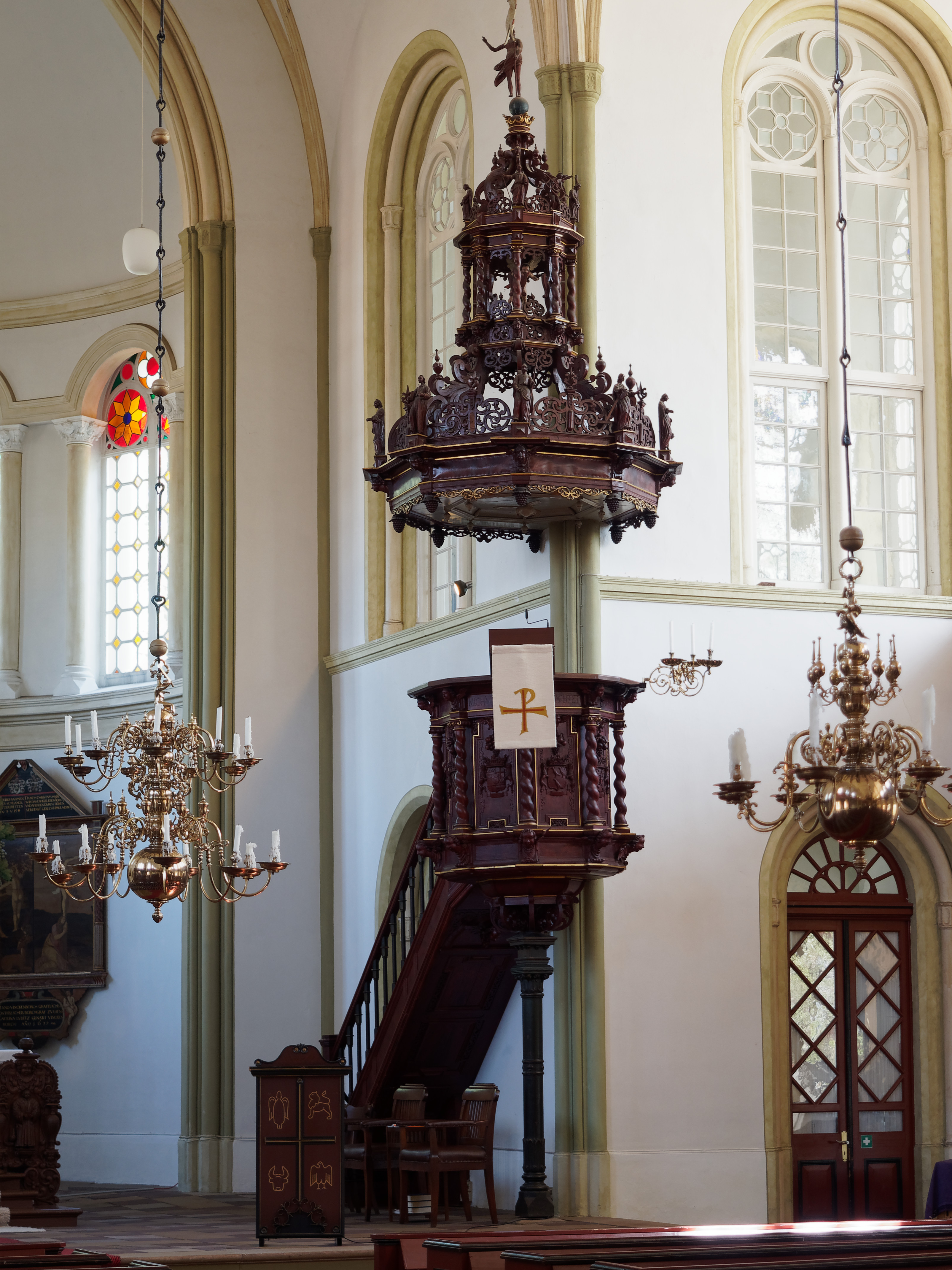
Kanzel

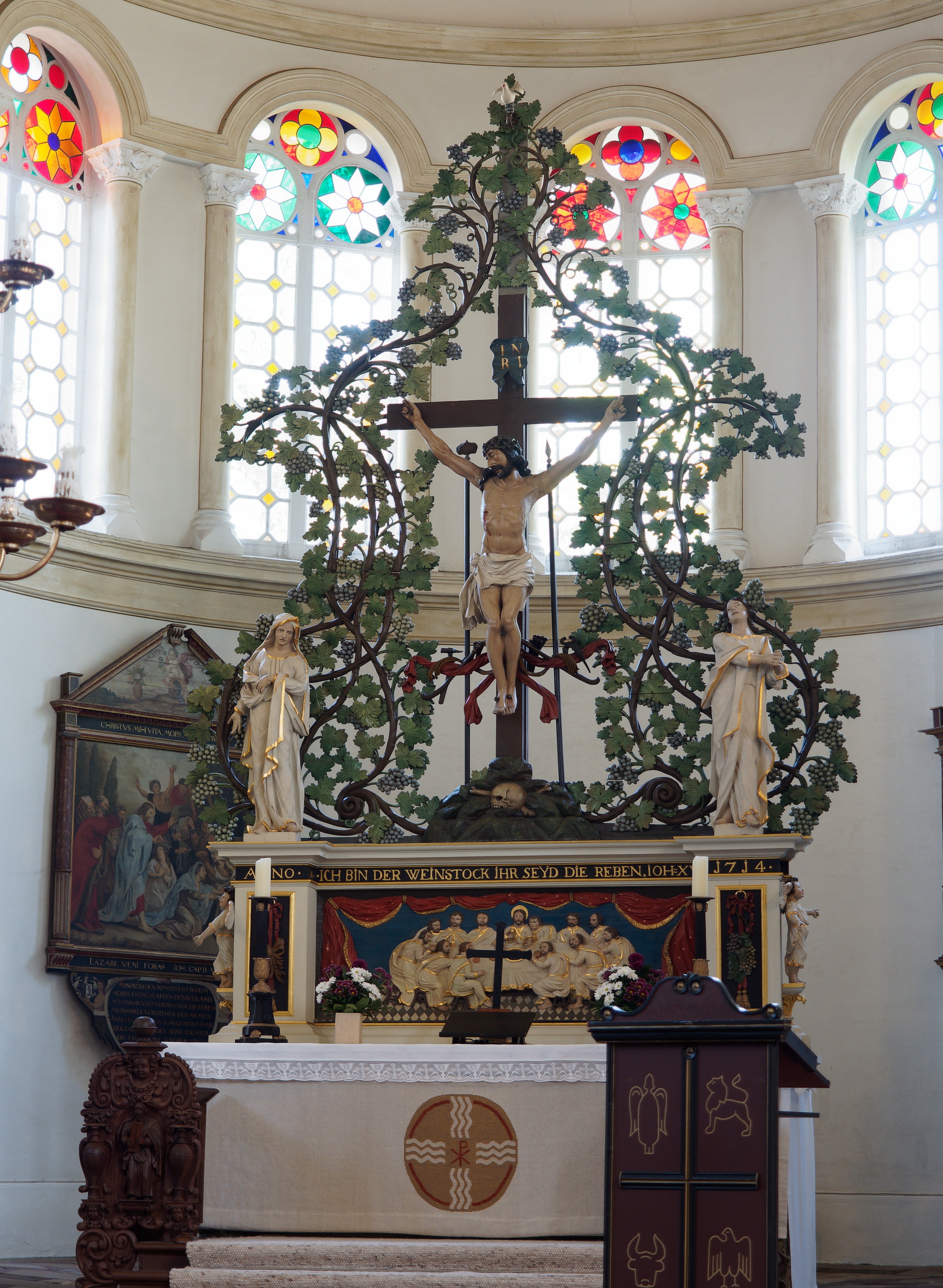
Der Altar mit Aufsatz

Die Innenausstattung der Kirche ist zum Teil erheblich älter als das Bauwerk und wurde von der Vorgängerkirche übernommen.

### Kanzel
Die Kanzel ist ein Werk des Esenser Bildschnitzers Jacob Cröpelin. Sie wurde im Jahre 1674 geschaffen und geht auf eine Stiftung des Drosten Timon Johannes von Lintelo und seiner Gattin Anna Maria Dorothea zurück. Die Seitenwände sind mit Engelsköpfen verziert, der Kanzelkorb selbst ruhte ursprünglich auf einer hölzernen Gestalt des Moses mit den Gesetzestafeln. Dieser wurde durch eine schlichte gusseiserne Säule ersetzt. Auf dem Schalldeckel sind am unteren Rand Propheten- und Apostelfiguren zu sehen. Darüber befindet sich eine Darstellung des auferstandenen Christus, der auf der Erdkugel stehend die Siegesfahne schwingt. Der heutige braune Farbanstrich von Kanzel und Schalldeckel ist wahrscheinlich erst später angebracht worden.

### Altar
Der Altar ruht auf einer schweren Mensa aus Sandstein, die auf einem Steinsockel liegt.
Die Predella ist ebenfalls ein Werk des Jacob Cröpelin. Sie zeigt eine geschnitzte Darstellung des Abendmahls bei der Feier des Passahmahls.
Über der Predella erhebt sich das von einem unbekannten Künstler im Jahre 1714 geschaffene Retabel in Form eines von Weinlaub umrankten Kruzifix, über dem sich eine Taube als Symbol für den Heiligen Geist befindet. Unter dem Kreuz stehen rechts und links trauernde Figuren, die Maria und Johannes darstellen.
Die Kniebänke wurden von Hinrich Cröpelin geschaffen. Sie zeigen auf den seitlichen Wangen Mose mit den Gesetzestafeln sowie Martin Luther mit dem Evangelium in der Hand und dem symbolischen Schwan zu seinen Füßen.

### Orgel
Die rein mechanische Schleifladenorgel wurde in den Jahren 1848 bis 1860 von dem Esenser Orgelbauer Arnold Rohlfs für 24.000 Reichstaler geschaffen. Sie ist sein größtes Werk und gilt gleichzeitig als größte im 19. Jahrhundert errichtete Orgel in Ostfriesland. In dem Instrument vereinte Rohlfs norddeutsche Orgelbautradition mit Strömungen der Romantik.
Den klassizistisch-neoromanischen Prospekt entwarf Kirchenbaumeister Friedrich August Ludwig Hellner. Er spiegelt den inneren Aufbau der Orgel mit Hauptwerk, dem darüber liegenden Oberwerk und zu beiden Seiten das Pedal, wider. Insgesamt verfügt das Instrument über 30 Register, verteilt auf zwei Manuale und Pedal. Die Fertigstellung der Orgel zog sich so lange hin, weil Hellner seinen Entwurf erst 1850 ablieferte.
Im Jahre 1917 mussten die Prospektpfeifen für die Kriegsrüstung abgegeben werden. Sie wurden später durch Zinkpfeifen ersetzt. In den Jahren 1980 bis 1983 wurde das Instrument durch die Orgelbauwerkstatt Alfred Führer aus Wilhelmshaven umfassend restauriert.
| I Hauptwerk C–f3 |               |     |         |
| 1.               | Principal     | 8′  | F (tw.) |
| 2.               | Bordun        | 16′ |         |
| 3.               | Viol di gamba | 8′  |         |
| 4.               | Rohrfloete    | 8′  |         |
| 5.               | Quintatön     | 8′  |         |
| 6.               | Octav         | 4′  |         |
| 7.               | Spitzflöte    | 4′  |         |
| 8.               | Quinte        | 3′  |         |
| 9.               | Octav         | 2′  |         |
| 10.              | Mixtur III    | 2′  |         |
| 11.              | Trompete      | 16′ | F       |
| 12.              | Trompete      | 8′  |         |

| II Oberwerk C–f3 |               |       |         |
| 13.              | Principal     | 4′    | F       |
| 14.              | Gedackt       | 8′    |         |
| 15.              | Flaut travers | 8′    | F (tw.) |
| 16.              | Floete        | 4′    |         |
| 17.              | Nassard       | 3′    |         |
| 18.              | Waldflöte     | 2′    |         |
| 19.              | Cimbel II     | 1 ⁄2′ | F (tw.) |
| 20.              | Aeoline       | 8′    | F       |
| 21.              | Dulcian       | 8′    | F       |

| Pedal C–d1 |              |     |         |
| 22.        | Principalbaß | 16′ | F (tw.) |
| 23.        | Subbaß       | 16′ |         |
| 24.        | Violonbaß    | 8′  |         |
| 25.        | Hohlflöte    | 8′  |         |
| 26.        | Quintbaß     | 6′  |         |
| 27.        | Octavbaß     | 4′  |         |
| 28.        | Posaune      | 16′ |         |
| 29.        | Trompete     | 8′  |         |
| 30.        | Trompete     | 4′  |         |

- Koppeln: II/I, I/P
- Tremulant für das ganze Werk

Anmerkungen:

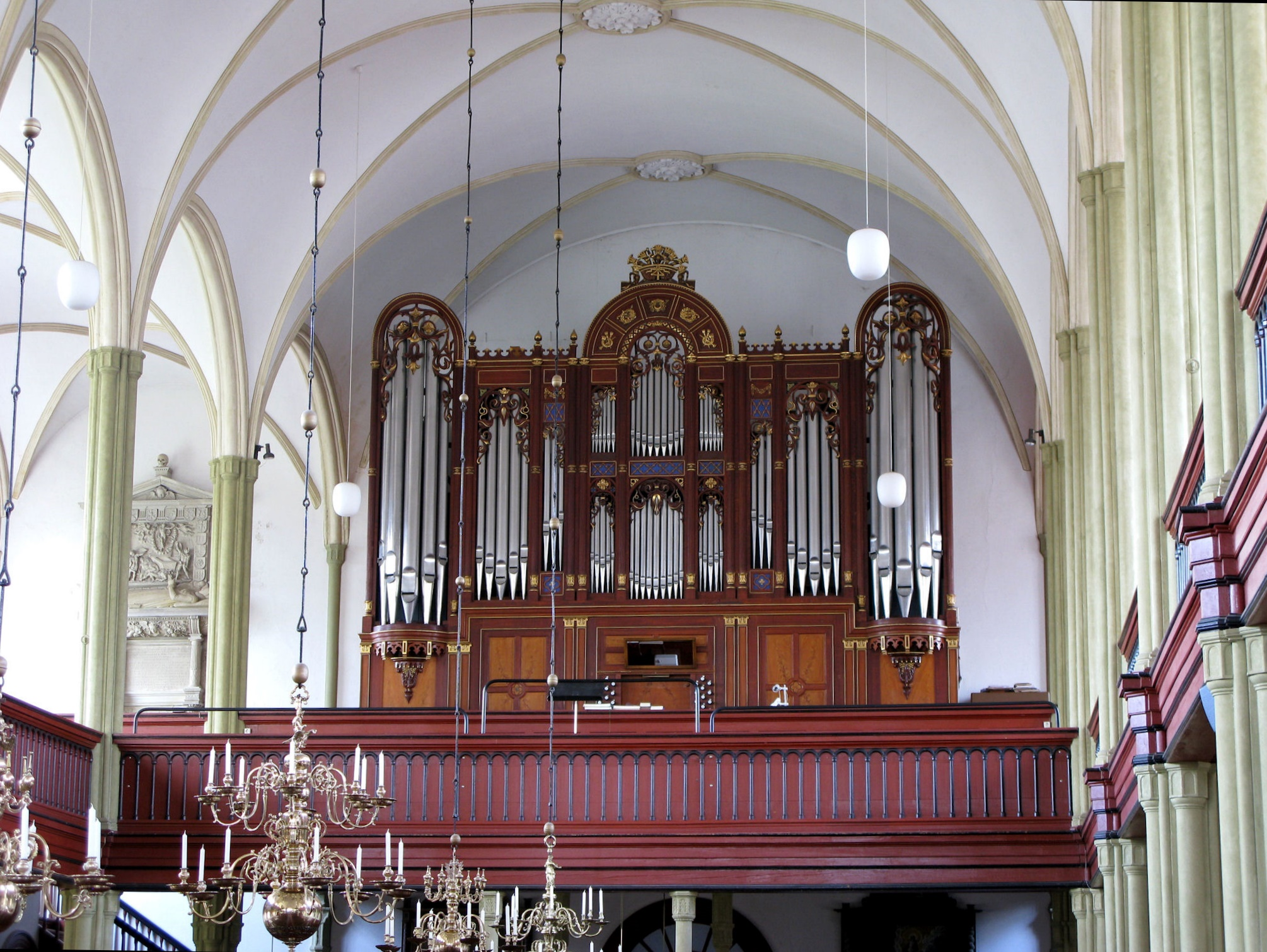
Die Orgel

F = (teilweise) rekonstruiertes Register (Alfred Führer, 1980–1983, 1985, 1996); alle sonstigen Register original erhalten von Arnold Rohlfs (1848–1860)

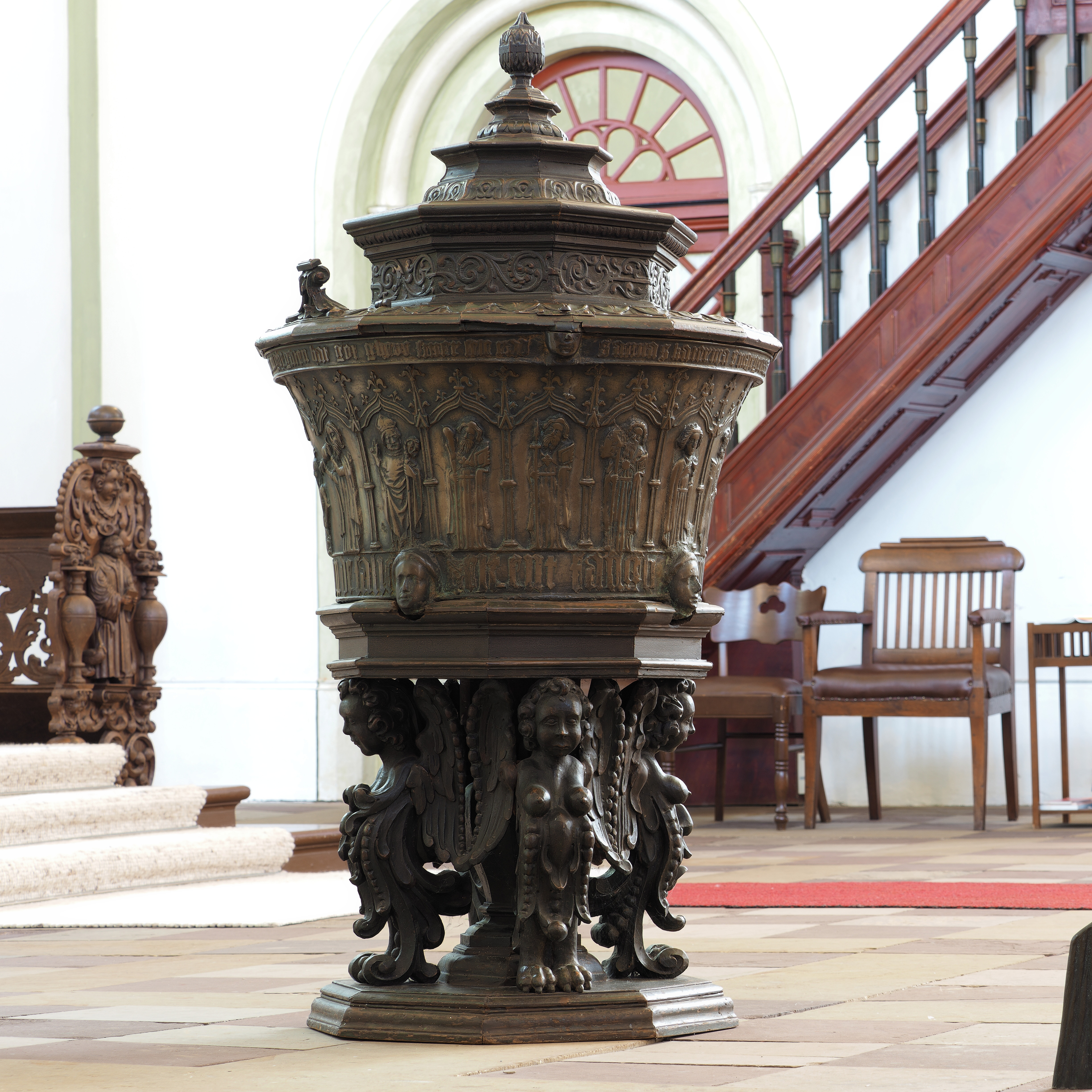
Taufbecken

### Taufe
Zu den ältesten Objekten zählt die Bronzetaufe, die 1474 von Hinrich Klinghe gegossen wurde. Die Außenseiten des Beckens sind durch gotische Kielbögen gegliedert, unter denen ein Kreuzigungsrelief zwischen Maria und Johannes zu sehen ist. Daran schließen Darstellungen der Apostel Paulus, Andreas, Jakobus der Ältere, Bartholomäus, Philippus (?), ein Relief der Taufe Christi im Jordan, ein heiliger Bischof (Nikolaus?) sowie Thaddäus (?), Thomas, Matthäus (?), Johannes und Petrus an.
Die ursprünglich das Becken tragenden Bronzefiguren gingen im Laufe der Jahrhunderte verloren und wurden um 1600 durch vier hölzerne weibliche Sphinxe ersetzt. In der gleichen Zeit wurde auch der hölzerne Deckel der Taufe geschaffen.

### Sarkophag des Sibet Attena

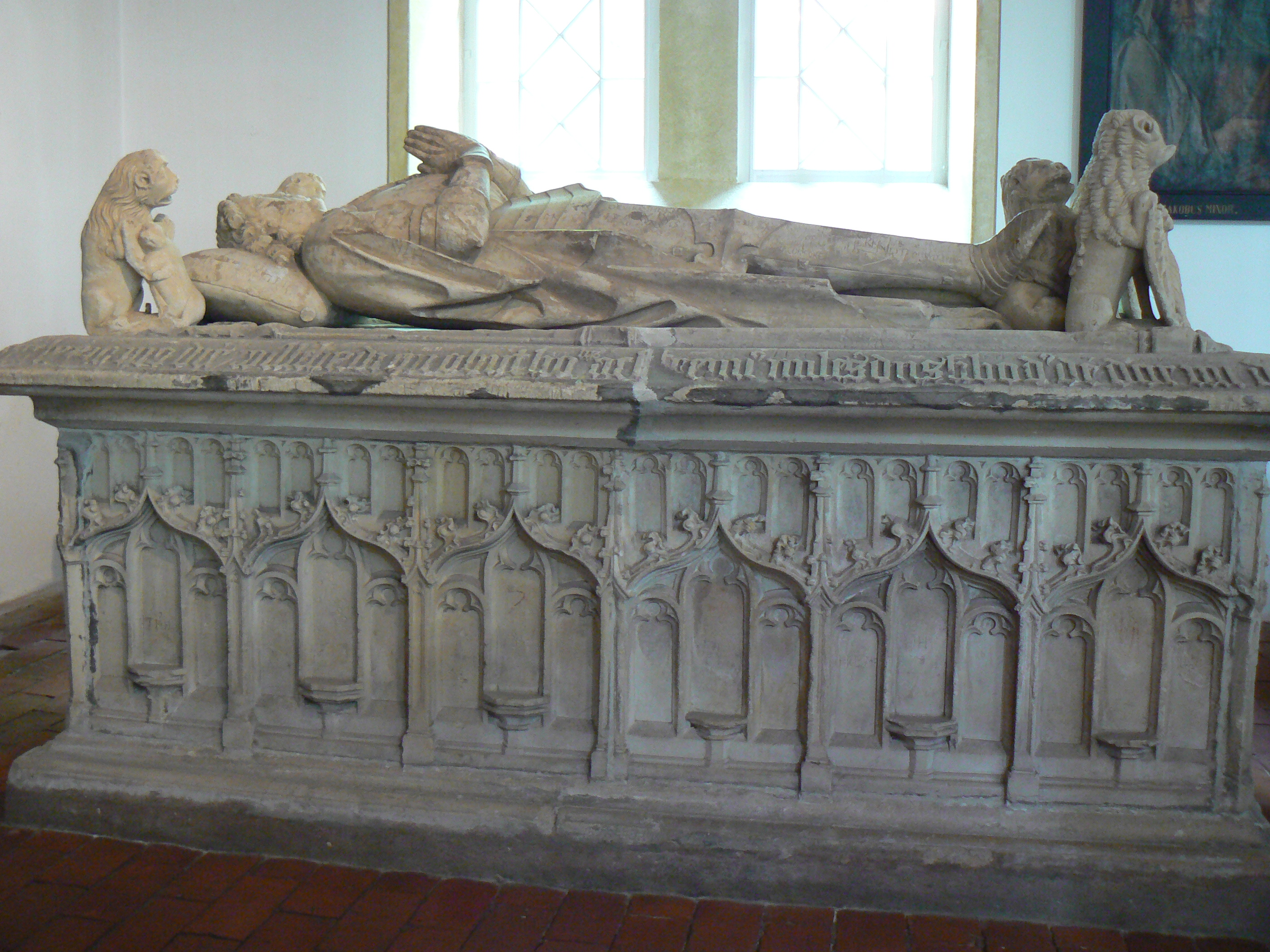
Sarkophag von Sibet Attena

Der spätgotische Sandsteinsarkophag des 1473 verstorbenen Häuptlings Sibet Attena wurde ebenfalls aus der Vorgängerkirche übernommen und im nördlichen Seitenschiff aufgestellt. Die Außenseiten sind durch Kielbogenfelder gegliedert, unter denen sich Konsolen befinden, auf denen in früheren Zeiten sicher Statuetten standen. Auf dem Deckel wird der Verstorbene in liegender Gestalt eines Ritters mit Rüstung dargestellt, zu dem er 1464 während der feierlichen Zeremonie im Kloster Faldern geschlagen wurde, bei der Ulrich I. von Kaiser Friedrich III. zum Reichsgrafen von Ostfriesland ernannt wurde.
Zu seinen Füßen befinden sich zwei Löwen, die zwei Wappenschilder halten. Auf dem einen ist der Bär der Attena und auf dem anderen der Jungfrauenadler der Cirksena zu sehen. Sie symbolisieren die zu Zeiten Sibets noch enge Verbundenheit der Esenser Häuptlinge zu den Grafen von Ostfriesland. An den Ecken des Sarkophags befinden sich vier weitere Wappen tragende Löwen.

### Weitere Grabdenkmäler

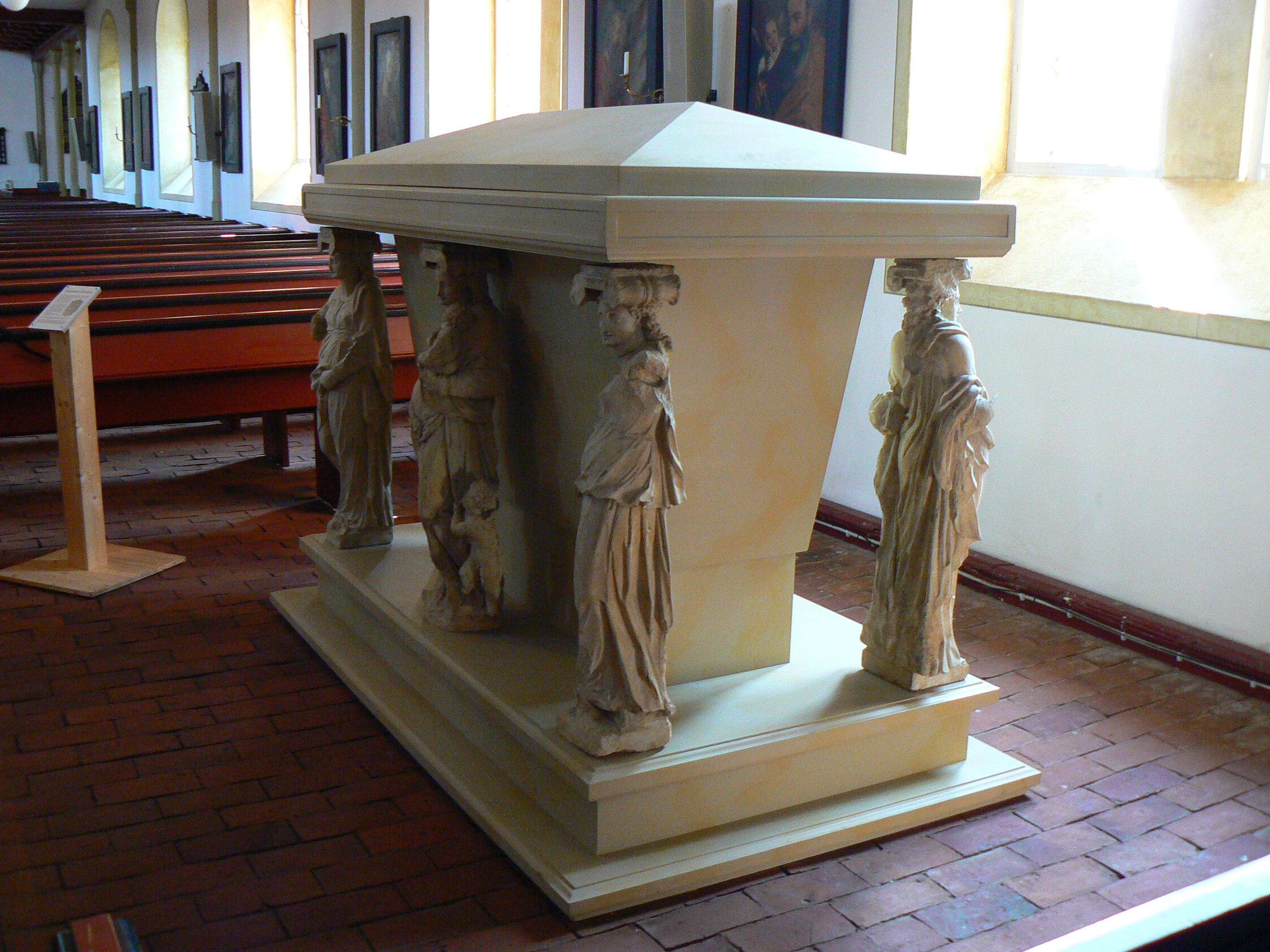
Grabmal der Walburgis von Rietberg

Das Grabdenkmal für die 1586 verstorbene Walburgis von Rietberg befand sich ursprünglich im Vorgängerbau. Dort wurde es 1790 abgebrochen und die Figuren 1791 am Haus Jücherstraße 11 angebracht. Dort wurden 1995 Duplikate angebracht und die Originalfiguren konserviert. In der Kirche wurde 1997 auf Geheiß des Kirchenvorstandes im südlichen Seitenschiff eine Nachbildung des Grabdenkmals aufgestellt. Dabei handelt es sich um einen hölzernen Sarkophag. Sein Deckel wird von den sechs erhaltenen Karyatiden getragen. Die rund einen Meter großen Figuren stellen die drei Theologischen Tugenden Glaube (fides), Hoffnung (spes) und Liebe (caritas) sowie die klassischen Kardinaltugenden Tapferkeit (fortitudo), Gerechtigkeit (iustitia) und Weisheit (sapientia) oder Besonnenheit (temperantia) dar.
In seiner ursprünglichen Form blieb das Epitaph erhalten, das Graf Graf Enno III. von Ostfriesland 1586 seiner jung verstorbenen Gemahlin Walpurgis von Rietberg setzen ließ. Es ist etwa 2,8 Meter hoch und aus Sandstein gearbeitet. Auf dem Denkmal wird die Verstorbene auf einem Sarkophag ruhend dargestellt. Darüber befindet sich ein Relief, das die Auferstehung Jesu Christi zeigt.
Links neben der Orgel ist das 2,70 Meter hohe Kenotaph für Graf Johann II. von Grafen von Rietberg zu sehen. Es wurde im Auftrag seiner Frau Agnes Gräfin von Bentheim-Steinfurt 1562 aus Sandstein angefertigt. Der Künstler ist unbekannt.
Weitere Totentafeln wurden für Konsul Wiardus († 1642), Armenvorsteher Wilke Henrichs († 1637), Bürgermeister J. B. Hegeler († 1693) und Ulrich Scheibler († 1650) aufgestellt und in die heutige Kirche übernommen.

### Glocken
Im 51 Meter hohen Turm befinden sich ein vierstimmiges Glockengeläut mit Glocken aus verschiedenen Jahrhunderten. Das Glockengeläut der Kirche hat eine wechselvolle Geschichte.
| Glocke | Name              | Gussjahr | Gießer                     | Durchmesser | Gewicht | Schlagton | Bemerkungen |
| ------ | ----------------- | -------- | -------------------------- | ----------- | ------- | --------- | --- |
| 1      | St.-Magnus-Glocke | 1728     | Mammeus Fremy              | 1810 mm     | 3750 kg | A°        | Aus einer Glocke von Barthold Klinge aus dem Jahr 1482 umgegossen, musste im Zweiten Weltkrieg abgegeben werden, gelangte nach Esens zurück |
| 2      | Friedensglocke    | 1925     | Franz Schilling, Apolda    | 1450 mm     | 2755 kg | d′        | Kriegergedächtnisglocke; musste im Zweiten Weltkrieg nicht abgegeben werden                                                                 |
| 3      | „Neue Glocke“     | 1975     | Günther Kisselbach, Kassel | 1200 mm     | 1200 kg | e′        | Ersatz für die vormalige, 1917 beschlagnahmte Lutherglocke                                                                                  |
| 4      | Marienglocke      | 1475     | Hans van der Borch         | 960 mm      | 550 kg  | g′ (h′?)  | 1844 umgegossen, musste 1942 abgegeben werden, gelangte nach Esens zurück                                                                   |

Im Glockenturm befindet sich heute außerdem ein Museum.

### Weitere Ausstattungsgegenstände
Von den sieben reich mit Inschriften verzierten Kronleuchtern befanden sich drei schon im Vorgängerbau. Drei wurden zwischen 1634 und 1700 von Gemeindemitgliedern gestiftet. An den Seitenwänden des Kirchenschiffs unten und auf den Emporen befinden sich 37 gleich große Gemälde von Aposteln, den Propheten sowie dem Erlöser. Sie wurden 1667 von dem örtlichen Kunstschilderer Johann Heymann für den Apostelboden der Vorgängerkirche gemalt.
Weitere Gemälde, die aus dem mittelalterlichen Bau stammen, sind eine Darstellung des Abendmahls von dem Emder Maler und Architekten der Emder Neuen Kirche Martin Faber (1587–1648) (das Bild könnte Teil des Vorgängeraltars der Kirche gewesen sein), ein Bildnis der Kreuzigung mit Adam und Eva, das 1637 gestiftet wurde, eine weitere Kreuzigungsdarstellung, die 1815 gestiftet wurde, und zwei große Gemälde, darunter die Taufe des Kämmerers aus dem Mohrenlande (über der Taufe) aus dem 17. Jahrhundert.
Unter der Orgelempore hängen vier Werke unbekannter Künstler. Sie zeigen die Auswahl von Kriegern durch den Richter Gideon,  eine Szene aus dem Buch Jona, die Geschichte von Christi Himmelfahrt sowie eine Reliefdarstellung der Grablegung Christi.
Das älteste Sakrale Gerät der St.-Magnus-Kirche ist ein um 1400 entstandener Kelch. Ein weiterer Kelch entstand 1715 in der Werkstatt des örtlichen Silberschmiedes Cordt Jürgens Schultze. Die Kanne des Meisters Hermann Neupert aus Norden ist ein Werk aus dem Anfang des 18. Jahrhunderts.
Zu den neueren Kunstwerken gehört eine Arbeit des Esenser Künstlers Horst Buldt aus dem Jahr 1998, eine Vater-Unser-Collage, die im vorderen Teil des Hauptschiffs der Kirche zu sehen ist.